# Bobodschon Ghafurow

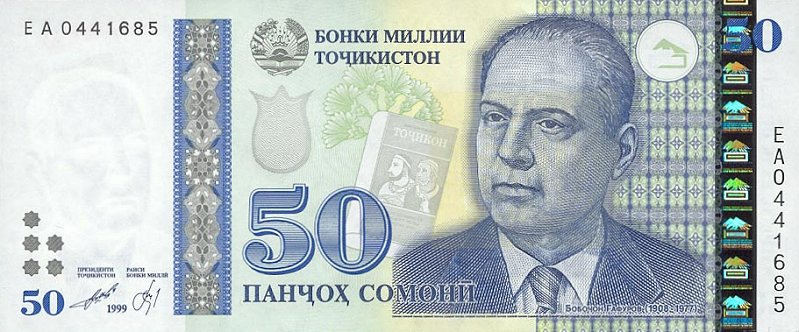
Somoni mit dem Porträt B. Ghafurow

Bobodschon Ghafurow (tadschikisch Бобоҷон Ғафуров; russisch Бободжан Гафурович Гафуров, Bobodschan Gafurowitsch Gafurow; * 18. Dezember 1908; † 12. Juli 1977) war ein sowjetischer Historiker und Politiker.

## Leben
Er wurde 1908 bei Chudschand geboren. Er lernte 1928–1929 in Samarqand bei Sadriddin Ainij und Gafur Guljam. Er studierte in Moskau am Allrussischen Kommunistischen Institut für Journalistik mit Abschluss 1935. Nach der Aspirantur 1940–1941 im Institut für Geschichte der Akademie der Wissenschaften der UdSSR (AN-SSSR) wurde er 1941 mit einer Arbeit aus dem Bereich der Geschichte des Ismailismus zum Kandidaten der Geschichtswissenschaften promoviert.
Von 1946 bis 1956 war er Erster Sekretär des Zentralkomitees der Kommunistischen Partei der Tadschikischen Sowjetrepublik.
Er wurde 1949 Doktor der Geschichtswissenschaften, 1951 Vollmitglied der Akademie der Wissenschaften der Tadschikischen SSR, 1956 Direktor des Instituts für Orientalistik der AN-SSSR in Moskau, 1958 Korrespondierendes Mitglied der AN-SSSR und 1968 Vollmitglied der AN-SSSR.
Postum wurde ihm der Titel Held Tadschikistans verliehen. Zu seinen Ehren wurde die Stadt Ghafurow benannt. Seinen Namen trägt die Staatliche Universität in Chudschand.
Er ist auch auf der 50-Somoni-Banknote abgebildet.

## Werke (Auswahl)
- История секты исмоилитов. - М., 1941;
- Таърихи мухтасари халқи тоҷик. - Сталинобод, 1947;
- История таджикского народа в кратком изложении, т 1. С древнейших времён до Великой Октябрской социалистической революции 1917г.. - М., 1949, 1952, 1955;
- Исторические связи Средней Азии со странами Арабского Востока. - М., 1963;
- Особенности культурной революции в советской Средней Азии. - М., 1963;
- Кушанская эпоха и мировая цивилизация. - М., 1968;
- Таджики. Древнейшая, древняя и средневековая история, - М., 1972;
- "Тоҷикон". Таърихи қадимтарин, қадим ва асри миёна. Китоби 1. - Душанбе, 1973; Китоби 2, Душанбе, 1985;
- "Тоҷикон". Таърихи  қадимтарин, қадим, асри миёна ва давраи нав. Китоби 1,2. - Душанбе, 1998. - 870 с.